# Bolívar Piedra Aguirre
José Bolívar Piedra Aguirre (Nabón, 25 de noviembre de 1965) es un eclesiástico católico ecuatoriano. Era el obispo auxiliar de Cuenca y actualmente Obispo de Riobamba.

## Biografía

### Primeros años y formación
José Bolívar Piedra Aguirre nació el 25 de noviembre de 1965, en el cantón ecuatoriano de Nabón, Azuay. Hijo de José Piedra Carrión y de Inés Aguirre Mosquera.
Realizó su formación primaria y secundaria en su pueblo natal.
Realizó los estudios de Filosofía y Teología en el Seminario Mayor San Luis Magno de Cuenca. 
Estudió en la Facultad de Teología San Vicente Ferrer de Valencia (España), donde obtuvo la licenciatura. Para el periodo comprendido entre 1998 a 2005, obtuvo el doctorado; defendiendo su tesis doctoral en 2006.

### Sacerdocio
Su ordenación sacerdotal fue el 24 de marzo de 1990, en su pueblo natal, a manos del entonces arzobispo de Cuenca, Luis Alberto Luna Tobar OCD.
En esa misma circunscripción eclesiástica se incardinó.
Como sacerdote desempeñó los siguientes ministerios:
- Párroco de Guarainag y encargado de "San Vicente" de Palmas (1990-1991).
- Párroco de Santiago, Gualaceo (1992-1998).
- Párroco de Jadán (1998).
- Párroco del Sagrado Corazón de Jesús, Cuenca (2006-2019).[7]
- Vicario de Pastoral Urbana y Coordinador de la Pastoral Sacerdotal (2007-2011).
- Vicario de Pastoral (2014-2019).
- Administrador diocesano de Cuenca (diciembre de 2015-agosto de 2016).[8]

También fue miembro del Consejo Arquidiocesano de Pastoral, del Consejo Gubernativo de Bienes, de la Comisión Ejecutiva del Plan de Pastoral.

## Episcopado

### Obispo Auxiliar de Cuenca
El 20 de mayo de 2019, el papa Francisco lo nombró obispo titular de Maronana y obispo auxiliar de Cuenca. Fue consagrado el 6 de julio del mismo año, en la Catedral de Cuenca, a manos del arzobispo de Cuenca, Marcos Pérez.
- Profesor de Teología en el Seminario Mayor de Cuenca, desde 2006.
- Vicario general de Cuenca, desde 2011.
- Miembro del Colegio de Consultores, del Consejo Presbiteral.

### Administrador Apostólico de Riobamba
El 28 de abril del 2021, el papa Francisco lo nombró Administrador Apostólico de Riobamba. Tomó posesión canónica del cargo, el 4 de mayo del mismo año, durante una ceremonia en la Catedral de San Pedro. En esa misma ceremonia el Nuncio Apostólico en Ecuador, Andrés Carrascosa Coso, aludió y dio respaldó, así como otros obispos de Ecuador, al obispo saliente Julio Parrilla y al obispo coadjutor electo renunciante, Gerardo Nieves, esto tras que sus renuncias hayan tenido polémica y hayan sido calumniados.

### Obispo de Riobamba
El 21 de septiembre de 2022, papa Francisco, lo nombra Obispo de Riobamba, quien venía desempeñándose como administrador apostólico en dicha diócesis.